# Carl Gotthard Langhans
Carl Gotthard Langhans (født 15. december 1732 i Landeshut i Schlesien, død 1. oktober 1808 ved Breslau) var en tysk arkitekt.

## Biografi
Langhans blev i 1755 overbygmester i Breslau, hvor han foruden adskillige privathuse opførte det Hatzfeldske Palæ (senere regeringsbygning) og et teater. I 1786 kaldtes han af Kong Frederik Vilhelm 2. til Berlin for at lede den indre udstyrelse af operahuset; i Berlin blev hans hovedværk Brandenburger Tor (1793), i nyklassisk stil, komponeret som propylæer, med slanke doriske søjler og med en romersk triumfvogn over attikaen. Herkules-broen 1792, det anatomiske amfiteater ved Veterinærskolen, fuldendelsen af marmorpalæet ved Potsdam, anlægget af chausseen fra Berlin til Steglitz, den første i Preussen, er ligeledes hans arbejder.